# Pat McCormick
Patricia Joan "Pat" McCormick, född 12 maj 1930 i Seal Beach, Kalifornien, död 7 mars 2023 i Orange County, Kalifornien, var en amerikansk simhoppare.
McCormick blev olympisk guldmedaljör i svikthopp vid sommarspelen 1952 i Helsingfors.